# Faits de Kaldor
Les faits de Kaldor consistent en six énoncés sur la croissance économique, proposés par Nicholas Kaldor dans un article de 1957. Il les décrits comme une vue stylisée des faits ce qui conduira à l'expression fait stylisé. Ce sont des vérifications empiriques.

## Contexte
Nicholas Kaldor se range, pendant une majeure partie de sa vie académique, au sein de l'école néoclassique. Après la Seconde Guerre mondiale, il évolue vers le keynésianisme puis vers le post-keynésianisme. Il rejette les modèles de croissance proposés par les néoclassiques, comme le modèle de Solow (qui est un modèle de croissance exogène), ou les modèles ultérieurs de croissance exogène. Considérant qu'« aucun de ces faits [le croissance] ne peut être expliqué de manière plausible par les constructions théoriques de la théorie néo-classique », il cherche à identifier empiriquement des constantes historiques qui permettent de comprendre les ressorts de la croissance. 

## Faits stylisés
Nicholas Kaldor résume les propriétés statistiques d'une croissance économique de long terme dans un article de 1957 intitulé « A Model of Economic Growth ». Il insiste sur les six remarquables constantes historiques mise en lumière par les investigations empiriques :
1. Les parts du revenu national revenant au capital et au travail sont constants sur de longues périodes ;
2. Le taux de croissance du capital par travailleur est constant sur une longue période ;
3. Le taux de croissance de la production par travailleur est constant sur une longue période ;
4. Le ratio capital/production est constant sur une longue période ;
5. Le taux de retour sur investissement est constant sur une longue période ;
6. Il existe des variations notables (de 2 à 5 pour cent) du taux de croissance de la productivité du travail et de la production totale entre les pays.

Kaldor ne dit pas que ces quantités sont tout le temps constantes. En effet, les taux de croissance et la part du revenu fluctuent fortement durant le cycle économique. Il s'agit pour Kaldor d'une constante en moyenne de longues périodes. 

## Postérité
Si les faits de Kaldor dérivent de données américaines et anglaises, ils se sont par la suite avérés dans de nombreux pays et ont fini par être connus comme des faits stylisés.
Certains faits sont toutefois plus discutés. Les faits 3 et 5, selon Patrick Artus, Agnès Bénassy-Quéré et Laurent Braquet, illustrent « l'erreur de prédiction ricardienne [...], celle du marxisme et celle du marginalisme ».
Dans Le Pouvoir de la destruction créatrice, Philippe Aghion, Céline Antonin et Simon Bunel montrent que le premier fait de Kaldor est empiriquement juste : la part du revenu national revenant au capital et au travail n'a quasiment pas évolué en France et au Royaume-Uni depuis le XIXe siècle, validant le fait 1. Aussi, le ratio capital/production est constant aux Etats-Unis depuis 1945 (évoluant entre 32% et 39% du PIB), à l'exception d'une hausse notable dans les années 2000 (fait 4). Aussi, le taux de retour sur investissement est également constant, ayant peu varié entre 1770 et 2010 dans ces deux pays, à l'exception de phases d'accélération après les guerres mondiales (fait 5).

### Sources
1. ↑  Thierry Burger-Helmchen, Caroline Hussler et Patrick Cohendet, Les grands auteurs en management de l'innovation et de la créativité, 2016 (ISBN 978-2-84769-813-8 et 2-84769-813-2, OCLC 935924608, lire en ligne)
2. ↑  Nicholas Kaldor, « A Model of Economic Growth », The Economic Journal, vol. 67, no 268,‎ 1957, p. 591–624 (DOI 10.2307/2227704, JSTOR 2227704)
3. ↑  Charles,. Wyplosz et Stanislas Standaert, Macroéconomie : une perspective européenne, De Boeck, dl 2014, cop. 2014 (ISBN 978-2-8041-8403-2 et 2-8041-8403-X, OCLC 892630885, lire en ligne)
4. ↑  David Mourey, Patrick Artus et Agnès. Bénassy-Quéré, Économie : principes fondamentaux, 2019 (ISBN 978-2-8073-2380-3, 2-8073-2380-4 et 2-8073-1449-X, OCLC 1236095409, lire en ligne)
5. ↑  Céline Antonin et Simon Bunel, Le pouvoir de la destruction créatrice, dl 2020 (ISBN 978-2-7381-4946-6 et 2-7381-4946-4, OCLC 1223030475, lire en ligne)